# メッツ (お笑い)
メッツは、かつてホリプロコムに所属していたお笑いコンビ。
2010年結成。2018年7月14日の事務所ライブ『ホリプロライブホワイト』をもって解散、二人とも芸人を引退した。

## メンバー
- 笹山 理（ささやま おさむ、1988年4月27日（36歳） - ）
  - 北海道出身。
  - 主にツッコミ担当。
  - 血液型はA型。
  - 趣味はマジック・ザ・ギャザリング、読書（村上春樹）、スポーツ観戦。
  - 特技は絵画、読唇術、木村拓哉の雑学。
  - 移動は自転車。
- 益田 郁弥（ますだ ふみや、1989年2月16日（36歳） - ）
  - 山口県出身。
  - 主にボケ担当。
  - 血液型はB型。
  - 趣味はテレビ、映画鑑賞(松田優作の全作品鑑賞済)、ビリヤード、ダーツ。
  - 特技はサッカー、卓球。
  - 芸人になる前は、三菱重工に就職していた。

## 芸風
- 主にコント。たまにショートコントも行う。

## 出演

### テレビ
- 前略、西東さん（中京テレビ、2015年6月28日）

### ラジオ
- サンドウィッチマンの天使のつくり笑い（NHKラジオ第一、2015年6月23日）

### ライブ
- ホリプロお笑いライブ
- 新人内さまライブ

他